# Orden de San Luis
La Real y Militar Orden de San Luis (en francés: Ordre Royal et Militaire de Saint-Louis) es una orden honorífica francesa creada el 5 de abril de 1693 por Luis XIV de Francia para recompensar a los oficiales más valerosos. No debe ser confundida con la parmesana Orden del Mérito bajo el título de San Luis.

## Historia
Su creación se debió a la reorganización de los ejércitos de mediados del siglo XVII y a la aparición de más numerosos militares de valor que provenían de la burguesía. La orden más prestigiosa, la Orden del Espíritu Santo, estaba reservada a la nobleza y contaba sólo con cien caballeros, aunque por otra parte la Orden de San Miguel y la Orden de San Lázaro de Jerusalén tenían estatutos que limitaban el número de recipiendarios.

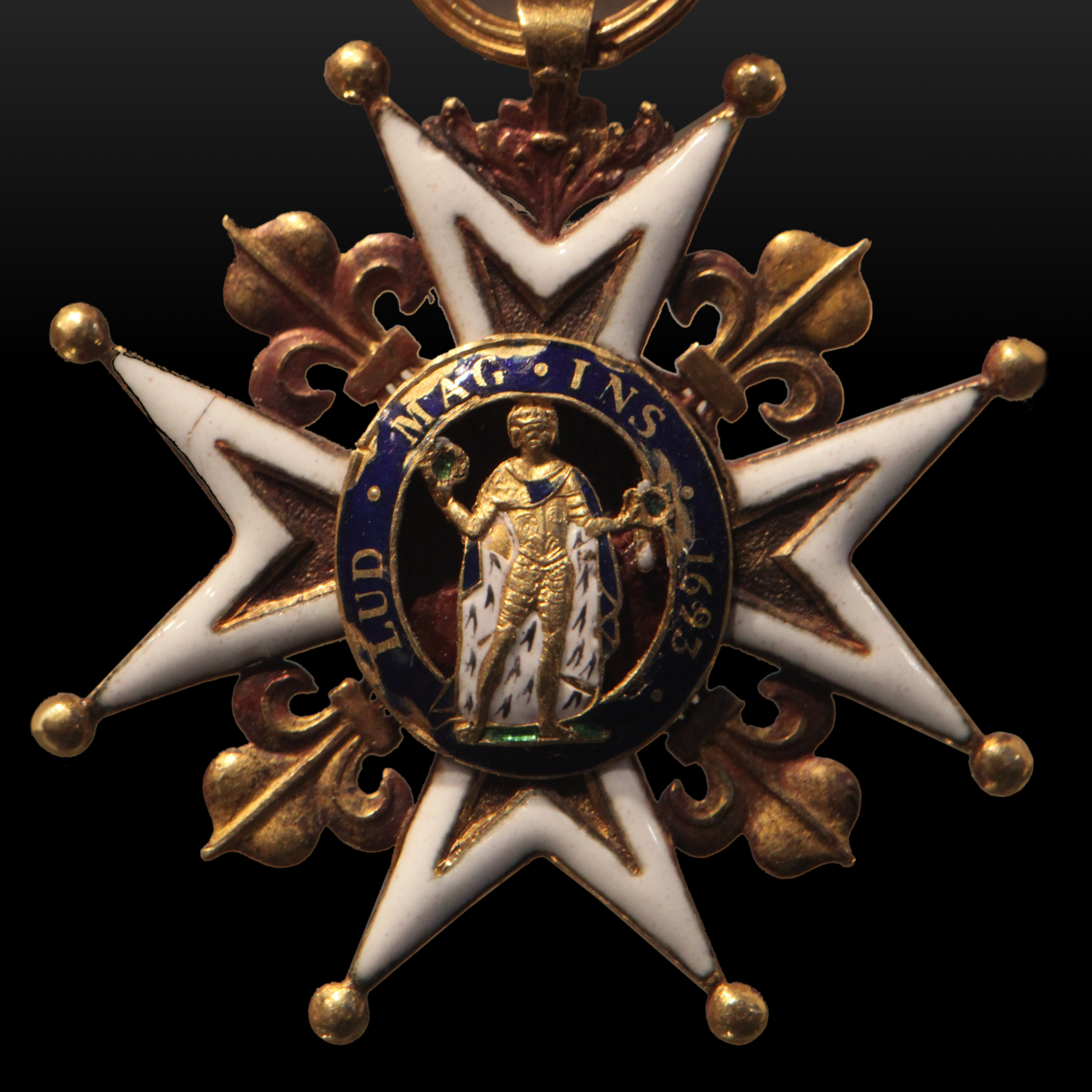
Insignia de la orden de San Luis

Fue por esas razones que se decidió la creación de esta orden cuyos beneficiarios debían ser católicos y haber servido más de diez años como oficiales, pero no debían ser obligatoriamente nobles.  Sin embargo, los nobles representaban una parte importante de los efectivos, proporción que fue creciendo en el curso del siglo XVIII con el progresivo desplazamiento de los plebeyos del cuerpo de oficiales. Para los oficiales  protestantes, especialmente los suizos y alemanes al servicio del rey de Francia, Luis XV creó la "Institución del mérito militar" en 1759. 
Los bajos oficiales (los actuales suboficiales) y la tropa no podían recibir ni la orden de San Luis ni la institución del mérito militar, pero tenían derecho al “medallón de las dos espadas” que les concedía ciertos privilegios. Debe señalarse que este medallón de las dos espadas (llamado medallón de veteranía) no fue suprimido por la Revolución francesa, a diferencia de lo que ocurrió con las órdenes de la monarquía.
En 1791, la orden de San Luis de unió con el mérito militar bajo el nombre de Condecoración Militar. Esta condecoración fue a su vez suprimida el 15 de octubre de 1792, lo que, sin embargo,  no impedirá a Luis XVIII incorporar a oficiales emigrados y a jefes vendeanos en la orden de San Luis. 

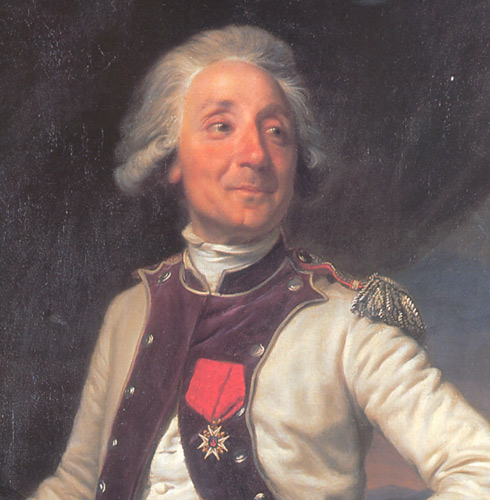
Jean-Baptiste Symon de Solémy con las insignias de caballero de la Orden de San Luis

En 1814, el rey Luis XVIII recreó la orden de San Luis con el objetivo explícito de sustituir a la Legión de honor. Esta tentativa no duró: la orden de San Luis fue suprimida en 1830.

## Insignias

Uso de los diferentes grados de la Orden real y militar de San Luis

La orden comprendía tres clases o grados :
- 1 caballero, que llevaba la insignia con una cinta roja sobre el lado izquierdo del pecho ;
- 2 comendador, que usaba la insignia en una banda roja con caída hacia la izquierda;
- 3 gran cruz, que usaba la insignia en una banda roja con caída hacia la izquierda y una placa sobre el pecho, del lado izquierdo.

Esta orden se convirtió en el prototipo de todas las órdenes honoríficas modernas, en cuanto a existencia de diferentes clases, tipo de insignia, bandas sobre el pecho, etc. La insignia estaba compuesta de una cruz de Malta blanca y dorada, con una flor de lis entre cada brazo de la cruz. En el centro se encontraba un medallón que llevaba la inscripción « LUD(OVICUS) M(AGNUS) IN(STITUIT) 1693 » por « Luis el Grande la ha instituido en 1693 », rodeando a una representación de San Luis. Según algunos, el color rojo de la cinta de la Legión de honor sería un recuerdo de la orden de San Luis..

## Algunos miembros de la Orden
(lista no exhaustiva)
- Jean Bart
- Louis-Joseph de Montcalm.
- Jean-Baptiste Donatien de Vimeur de Rochambeau.
- Cipriano Autrán
- Luc Urbain du Bouëxic de Guichen.
- Julien Marie Cosmao-Kerjulien.
- Pierre Le Moyne d'Iberville.
- François Gaston de Lévis.
- Jean Henri Joseph Dupotet.
- Marie Étienne Barbot de Beaupuy
- Aymar-Joseph de Roquefeuil